# 6954 Potemkin
För andra betydelser, se Potemkin.
6954 Potemkin eller 1987 RB6 är en asteroid i huvudbältet som upptäcktes den 4 september 1987 av den sovjetisk-ryska astronomen Ljudmila Zjuravljova vid Krims astrofysiska observatorium på Krim. Den är uppkallad efter Grigorij Potemkin.